# 何紹彬
何紹彬（1994年6月5日—），台灣棒球選手，生於新北市，前中華職棒中信鯨隊三壘手何献凡（原名何治凡）的兒子，曾參加中職選秀但落選，後旅美加入邁阿密馬林魚體系，現效力於臺北興富發棒球隊。

## 經歷
- 台北縣新埔國小少棒隊
- 臺北縣新埔國中青少棒隊
- 桃園縣平鎮高中青棒隊
- 崇越科技棒球隊（2012年-2013年）
- 台北市成棒隊（2014年-2016年）
- 崇越隼鷹棒球隊（2016年-2017年）
- 美國冬季聯盟加州冬季聯盟（California Winter League）打擊王隊（Hit King）（2017年1月-2月）
- 美國職棒邁阿密馬林魚隊（小聯盟，2017年2月-2018年2月）
  - 2017年-新人聯盟-灣岸馬林魚（Gulf Coast Marlins）-灣岸聯盟（Gulf Coast League）
  - 2017年-短期1A-巴達維亞泥狗（Batavia Muckdogs）-紐約賓州聯盟（New York-Pennsylvania League）
  - 2017年-高階1A-丘比特雙髻鯊（Jupiter Hammerheads）-佛羅里達聯盟（Florida State League）
- 美國獨立聯盟加美職棒協會（Canadian American Association of Professional Baseball）魁北克省會隊（Capitales de Québec）（2018年5月～10月）
- 美國冬季聯盟棒球偵查聯盟（Baseball Scouting League）（2019年2月～03月）
- 臺北興富發棒球隊（2020年-)
- 乙組泰坦巨蟒棒球隊總教練

## 職棒生涯成績
| 年度 | 球隊 | 出賽 | 打數 | 安打 | 全壘打 | 打點 | 盜壘 | 四死 | 三振 | 壘打數 | 雙殺打 | 打擊率 | 上壘率 | 長打率 | OPS |
| ---- | ---- | ---- | ---- | ---- | ------ | ---- | ---- | ---- | ---- | ------ | ------ | ------ | ------ | ------ | --- |
|      |      | －   | －   | －   | －     | －   | －   | －   | －   | －     | －     | －     | －     | －     | －  |
| 合計 | 年   | －   | －   | －   | －     | －   | －   | －   | －   | －     | －     | －     | －     | －     | －  |